# Кушинг (Тексас)
Кушинг (енгл. Cushing) град је у америчкој савезној држави Тексас. По попису становништва из 2010. у њему је живело 612 становника.

## Демографија
Према попису становништва из 2010. у граду је живело 612 становника, што је 25 (3,9%) становника мање него 2000. године.
| Група             | 2000.       | 2010.       |
| Белци             | 599 (94,0%) | 544 (88,9%) |
| Афроамериканци    | 17 (2,7%)   | 10 (1,6%)   |
| Азијати           | 3 (0,5%)    | 11 (1,8%)   |
| Хиспаноамериканци | 18 (2,8%)   | 24 (3,9%)   |
| Укупно            | 637         | 612         |